# Die Streichholzballade
Die Streichholzballade ist ein satirischer Puppentrickfilm von Johannes Hempel  von 1953.

## Inhalt
In einer Stadt gibt es keine Streichhölzer mehr. Hausfrauen und Raucher sind erbost und beginnen zu rebellieren. Ein geschickter Geschäftsmann verkauft Brenngläser zum Feueranzünden. Schließlich wird ein Verantwortlicher in der Handelsverwaltung gefunden, der die Hölzchen deponiert hatte...

## Hintergründe
Der Film entstand im Jahr 1953, etwa in der Zeit des Volksaufstandes in der DDR, als die Unzufriedenheit in der Bevölkerung über Versorgungsengpässe groß war. Die genaue Entstehungszeit ist nicht bekannt, möglicherweise durfte er einige Zeit nicht gezeigt werden.
Johannes (Jan) Hempel hatte bereits mehrere Puppentrickfilme für die DEFA gemacht, für den Gestalter Gerhard Behrendt war es der erste Film.  Er entwickelte einige Jahre später die Kultfigur des Sandmännchens. Die Vorlage für den Film schrieb  Wolfgang Kohlhaase, der später der wichtigste Drehbuchautor der DDR wurde.
Der Film wurde am 13. November 1953 erstmals aufgeführt. 2023 wurde er auf dem Dokumentarfilmfestival in Leipzig  in einer Retrospektive erneut gezeigt.
Im Puppentheatermuseum in Dresden befindet sich eine Skizze zu Puppenfiguren von Johannes Hempel, die  wahrscheinlich für diesen Film angefertigt wurde.